# Брёнье-Монморан, Антуан Франсуа
Антуан Франсуа Брёнье-Монморан (12 ноября 1767 года — 8 октября 1832 года) был французским генерал-майором в период Первой французской империи, офицером ордена Почётного легиона.

## Начало карьеры
Брёнье поступил на военную службу в 1786 году и получил быстрое повышение в период французских революционных войн, став в 1792 году адъютантом, а в 1793 году — шеф де бригад (полковником) в армии Восточных Пиренеев (Armée des Pyrénées landmarktales). Он с отличием служил в различных кампаниях революционных войн, в Италии и в Голландии. В 1799 году он стал бригадным генералом. С 1801 по 1807 год служил на административных должностях.

## Пиренейская война
В начале Пиренейской войны Брёнье был назначен в армию Жана Андоша Жюно для вторжения в Португалию в 1807 году. Во время битвы при Вимейру 20 августа 1808 года бригада Брёнье застала врасплох и отбила атаку двух британских батальонов, но вскоре всё-таки была разбита. Раненный и захваченный англичанами, он вернулся во Францию из плена в 1809 году.
В 1810 году он снова отправился в Португалию, служа под командованием маршала Андре Массены. После первой осады Алмейды Брёнье стал её губернатором и занимал этот пост во время неудачного третьего французского вторжения Массены в Португалию в 1810—1811 годах. После отступления французской армии из Португалии британская армия Артура Уэлсли, 1-го герцога Веллингтона, блокировала Алмейду. Идя на помощь Брёнье, Массена не смог преодолеть Веллингтона в битве при Фуэнтес-де-Оньоро.
Во время второй осады Алмейды, в ночь на 10 мая 1811 года Брёнье вместе со своим гарнизоном из 1400 человек сумел просочиться через британские заслоны в 13 000 человек. Его сапёры заложили взрывчатку, которая разрушила укрепления после ухода французов. Во время преследования англичанами он потерял 360 человек, но неприятель столкнулся с засадой, устроенной войсками 2-го корпуса под командованием Жана Ренье, и оставшиеся солдаты Брёнье благополучно достигли расположения французских войск. Веллингтон писал: «Я никогда не был так огорчен каким-либо военным событием, как бегством даже одного из них». Этим блестящим подвигом Брёнье заработал повышение до дивизионного генерала.
Во время битвы при Саламанке 6-я дивизия Брёнье, численность которой составляла 4300 человек, пришла не вовремя к разворачивающейся катастрофе на левом фланге. Силы Веллингтона только что разгромили дивизии Жана Гийома Бартелеми Томье и Антуана Луи Попона, когда подошли люди Брёнье, уставшие от быстрого марша. Всё ещё находившуюся в батальонных колоннах дивизию сначала захлестнули бегущие войска из дивизии Мокюна, а затем окружила бригада британских тяжелых драгунов во главе с Джоном Ле Маршаном. Атакованные до того, как они смогли построиться в каре, батальоны Брёнье были почти полностью разбиты. Однако некоторым войскам удалось собраться в лесу и выйти оттуда в боевом порядке. Тяжелые драгуны снова атаковали, на этот раз разбив дивизию окончательно; сам Ле Маршан был убит в бою.

## Поздняя карьера
Брёнье сыграл почетную роль в кампании 1813 года. Во главе 9-й дивизии III-го корпуса маршала Мишеля Нея он был тяжело ранен в сражении при Лютцене в Саксонии 2 мая 1813 года. В 1814 году он стал командующим 16-м военным округом и руководил укреплением Лилля. Впоследствии он принял командование городом Брестом, где его действия в течение Ста дней принесли ему почетный меч, присвоенный ему муниципальным советом. Брёнье стал графом, был генерал-инспектором пехоты с 1816 по 1818 год и верховным главнокомандующим на Корсике с 1820 по 1823 год. Он вышел в отставку в 1827 году и умер 8 октября 1832 года.
Его имя увековечено на западной стороне Триумфальной арки в Париже, в столбце 35.

## Повышения в звании
- 1 сентября 1795: шеф де бригад 14-го полка (14-я полубригада) линейной пехоты
- 1 января 1797: шеф де бригад 63-го полка (63-я полубригада) линейной пехоты
- 15 июня 1799: бригадный генерал
- 26 марта 1811: дивизионный генерал

## Почётные звания
- 12 февраля 1812: барон Империи
- 18 декабря 1813: офицер ордена Почётного легиона